# Trochus nigropunctatus
Trochus nigropunctatus is een slakkensoort uit de familie van de Trochidae. De wetenschappelijke naam van de soort is voor het eerst geldig gepubliceerd in 1861 door Reeve.